# Ahmed Laghmani
Ahmed Laghmani ou Ahmed Loghmani (arabe : أحمد اللغماني), né le 31 mars 1923 à Zarat et décédé le 19 avril 2015 à Tunis, est un poète tunisien.

## Biographie
Il étudie à la Zitouna puis entame une carrière d’enseignant. Inspecteur au ministère de l'Éducation, il dirige la radio nationale, où il produit l'émission Houwat Al Adab qui s’emploie à détecter de jeunes nouvellistes, romanciers et poètes.
Également chargé de mission à l'Organisation arabe pour l'éducation, la culture et les sciences, il siège à l'Académie tunisienne des sciences, des lettres et des arts.

### Ami de Bourguiba
Au début des années 1960, le président Habib Bourguiba le découvre à la faveur de l'un de ses poèmes lu à la radio. Impressionné par sa verve, le président demande à voir aussitôt le poète, marquant le début d'une amitié durable entre les deux hommes[réf. nécessaire]. Ceci explique aussi la grande place que tient Bourguiba dans la poésie de Laghmani : le premier recueil de ce dernier, Cœur sur une lèvre publié en 1966, est dédié au président. Son deuxième recueil, Monsieur Habib publié en 1986, est dédié intégralement, jusque dans son titre, à Bourguiba.
Ahmed Laghmani apprend le coup d'État du 7 novembre 1987 alors qu'il s'apprête à quitter Zarat, sa ville natale. Arrivé à Tunis, il constate que la police encercle son café ; le traumatisme qui s'ensuit va le marquer jusqu'à sa mort. Il se retire alors de la vie publique et les nouvelles qui lui parviennent au sujet de son ami Bourguiba, assigné à résidence à Monastir, rajoutent à son traumatisme[réf. nécessaire].

### Opposition à Ben Ali
Jusqu'en 1987, l'idée communément répandue chez les opposants au président Bourguiba est que Laghmani est un thuriféraire du pouvoir[réf. nécessaire]. S'il l'était réellement, le poète se serait acclimaté sans problème au régime de son successeur, Zine el-Abidine Ben Ali, or Laghmani décline les offres du nouveau président transmises par le biais de son ministre de la Culture, Zakaria Ben Mustapha. De plus, alors que commence la répression contre l'opposition au régime en 1991, Laghmani est l'un des rares poètes à rédiger un pamphlet contre le président. Censuré après son refus de rallier le camp présidentiel, le poète diffuse son pamphlet sur les campus universitaires[réf. nécessaire].
Quand Laghmani refuse de soutenir Ben Ali, celui-ci le traite comme un opposant déclaré : on lui confisque la patente d'un commerce et il est contraint de le liquider à moitié prix. On refuse aussi de lui délivrer le permis de publier son manuscrit, Tempêtes d'automne (arabe : عواصف الخريف), alors que, pour la presse et les revues littéraires, ses écrits sont devenus tabous et lui-même infréquentable[réf. nécessaire].

### Maladie et décès
Les premiers signes de la maladie d'Alzheimer commencent vers les années 2000, peu de temps après la mort de Bourguiba. Ce mal contraint le poète à mener une existence casanière. Au fur et à mesure que le mal empire, les quelques amis qui venaient de temps à autre chez lui cessent de le voir ; seul l'écrivain Jilani Ben Haj Yahia continue de le voir jusqu'à sa mort survenue en 2010.
Le poète s'éteint le 19 avril 2015 à l'âge de 92 ans dans sa maison de la cité Ennasr à Tunis. Conformément à son vœu, Ahmed Laghmani est inhumé à Zarat, le lendemain, dans le même cimetière où a été enterré son neveu, le poète Mokhtar Laghmani décédé à l'âge de 25 ans.

## Poésie

### Vers classique
Du point de vue formel, la poésie de Laghmani est conforme à la métrique arabe classique[réf. nécessaire], respectant les règles définies dès le VIIIe siècle par le philologue Khalil ibn Ahmad.

### Thématique
Sa thématique, si elle s'articule pour une grande partie autour la personnalité de son ami Habib Bourguiba,, s'élargit aussi au Maghreb, à l'Afrique ou aux enfants. Il ne dédaigne pas non plus l'amour, même si l'un des thèmes récurrents de sa poésie est la nostalgie lancinante de sa terre natale, l'oasis de Zarat.

L'un de ses poèmes les plus populaires, Les deux palmiers (arabe : جذعان), est un hymne d'amour à Zarat dont les manuels scolaires tunisiens ont fait un classique après l'indépendance[réf. nécessaire] : 
Nous trois, ici dans cet exil, abandonnés des oasis pour l'éternel oubli

Le destin nous a exilés de notre paradis, berceau des palmiers
Il semble que c'est un tel poème, ou un autre de la même veine, qui ait révélé son auteur au président Habib Bourguiba[réf. nécessaire]. En 1999, il est traduit en français par Jean Fontaine.
De même facture que Les deux palmiers, L'étreinte de l'oasis fait du poète un achoug et de l'oasis zaratienne une amante et sa favorite[réf. nécessaire].
La femme du village natal est également un thème cher au poète, notamment quand cette femme est associée à sa prime jeunesse. Un extrait évoque Les puiseuses d'eau (arabe : أحمد اللغماني) qui montent à la source, à une heure où l'élément naturel devient complice de leur coquetterie[réf. nécessaire].

## Vie privée
Il est le père du juriste Slim Laghmani.

## Œuvres
Les principales œuvres d'Ahmed Laghmani sont trois recueils de poèmes et deux ouvrages en prose :
- (ar) قلب على شفة [« Cœur sur une lèvre »], Tunis, Société tunisienne de diffusion,‎ 1966.
- (ar) في واد غير ذي زرع [« Dans un oued non arable »], Tunis, Maison arabe du livre,‎ 1982.
- (ar) سي لحبيب [« Monsieur Lahbib »], Tunis, Société tunisienne de diffusion,‎ 1986.
- (ar) ذرة ملح على جرح [« Pincée de sel sur une plaie »], Tunis, Cérès,‎ 2001, 253 p.
- (ar) الخلافة والخلاف [« Succession et dissensions »].